# Microvision
Microvision（マイクロビジョン）は、1979年11月1日にMilton Bradley Company社から発売された携帯型ゲーム機である。価格は51ドル25セント。

## 概要
Microvisionは据置型ゲーム機の『Vectrex』（日本では『光速船』として発売）を後に設計したジェイ・スミス (Jay Smith) によって設計された。本体は縦幅24cm。
カートリッジ交換式となっており、現在でも主流であるメディア交換型の携帯型ゲーム機としては世界初であった。ただし、その後に発売された携帯ゲーム機と違って、CPUが本体ではなくカートリッジ側に搭載されているという点で特徴的である。操作には格子状に並んだ12個のボタンとその下に位置するパドルを用いるが、Microvisionのカートリッジはフェイスプレートの様に本体前面を覆う形状になっており、個々のカートリッジのゲームが必要とするボタン以外を隠すようにできている。
アメリカとヨーロッパのみで発売されており、日本で発売されていない。

## ソフトウェア
1979年
Block Buster
Bowling
Connect Four
Mindbuster
Pinball
Star Trek: Phaser Strike（後にPhaser Strikeに改称された）
Vegas Slots
1980年
Baseball
Sea Duel
1981年
Alien Raiders
Cosmic Hunter
1982年
Super Blockbuster（ヨーロッパでのみ発売）
未発売
Barrage